# Walenty Orzechowski
Walenty Orzechowski herbu Oksza (ur. ok. 1527 w Przemyślu?, zm. 1588) – sędzia ziemski przemyski, poseł na sejmy, brat stryjeczny Stanisława.
Urodził się w rodzinie Jana Orzechowskiego i Katarzyny Boratyńskiej - córce Jana. W 1540 zapisał się na Akademię Krakowską. W latach 1554–62 był podsędkiem, a następnie sędzią ziemskim przemyskim 1562-87. Poseł na sejm warszawski 1563/1564 roku z ziemi przemyskiej, gdzie protestował w imieniu szlachty ruskiej przeciw rewindykacji królewszczyzn. Poseł na sejm lubelski 1566 roku, sejm piotrkowski 1567 roku, sejm lubelski 1569 roku z ziemi przemyskiej. Na sejmie lubelskim w 1569 wchodził w skład 14-osobowego zespołu opracowującego warunki unii polsko-litewskiej. Jako przedstawiciel Korony Królestwa Polskiego podpisał akt unii lubelskiej 1569 roku. W czasie sejmu otrzymał  dożywotnio wsie Chołowice i Kraczkową, a w roku następnym pozwolenie na wykupienie wsi Krasice. Sędzia sejmowy w 1569 roku. Poseł na sejm 1572 roku z ziemi przemyskiej. Mandat poselski wykonywał później w 1575. W 1575 wybrany na sejm elekcyjny, gdzie poparł elekcję Stefana Batorego. Kilka miesięcy później witał go w imieniu szlachty ruskiej w Medyce. Na sejmiku w Sądowej Wiszni. Poseł na sejm 1576/1577 roku, sejm 1581 roku z województwa ruskiego. Poseł na sejm 1582 roku z ziemi przemyskiej. Po śmierci Batorego w 1587, podpisał uchwałę zjazdu o zbrojnym wyruszeniu pod Wiślicę dla poparcia elekcji Zygmunta III Wazy.
Był dwukrotnie żonaty z Zofią Fredro, córka kasztelana przemyskiego Jana oraz z Jadwigą Zaksińską, córką kasztelana brzezińskiego.
Był właścicielem rodzinnych Orzechowiec oraz dzierżawcą Wielkich i Małych Barańczyc i Długich Żurowic. 
Pochowany został w kościele Dominikanów w Przemyślu.